# مايك هنت
مايك هنت (بالإنجليزية: Michael Hunt)‏ هو لاعب كرة قدم أمريكية أمريكي، ولد في 6 أكتوبر 1956 في ماديسون في الولايات المتحدة.

## وصلات خارجية
- مايكل هنت على موقع مرجع كرة القدم المحترفة.كوم (الإنجليزية)